# マートレット (ミサイル)
マートレットは、タレス・グループ社（TADL）がイギリス向けに開発した軽量多目的ミサイルである。多目的と称されるように、空対地・地対空・地対地ミサイルとして使用可能である。名称は、イギリスの紋章などに描かれることの多い、足のない鳥「マートレット」に由来する。

## 概要
軽量多目的ミサイルは、イギリスの「次期空対地誘導兵器計画（軽量）」 (FASGW[L])の要求に応えて開発され、イギリス国防省が2013年の配備開始を目指して1,000基の初回発注を行っていたが、初期作戦能力獲得はかなり遅れて2021年に、完全な作戦能力獲得は2024年になる見込みとなっている。
2020年、イギリス海軍のワイルドキャットHMA2ヘリコプターから発射試験を実施した。